# Vid dopets källa
Vid dopets källa är en psalm med text av Eva-Marie Lindblom och musik av Bo Senter. 
Musikarrangemanget i Psalmer i 2000-talets koralbok är gjort av Rolf Gravé.

## Publicerad som
- Nr 898 i Psalmer i 2000-talet under rubriken "Kyrkan, Anden - människor till hjälp".